# IAFL2 Conference 2019
La IAFL2 Conference 2019 è stata la 5ª edizione del campionato irlandese di football americano di terzo livello, organizzato dalla IAFL.

## Squadre partecipanti
| Club                 | Città      | Stadio | Sponsor ufficiale | Risultato nella stagione 2017 |
| -------------------- | ---------- | ------ | ----------------- | ----------------------------- |
| Antrim Jets          | Antrim     |        |                   |                               |
| Cill Dara Crusaders  | Naas       |        |                   |                               |
| Causeway Giants      | Ballymoney |        |                   |                               |
| Meath Bulldogs       | Navan      |        |                   |                               |
| NI Razorbacks        | Belfast    |        |                   |                               |
| North Dublin Pirates | Swords     |        |                   |                               |

## Stagione regolare

### Calendario

#### 1ª giornata
| Coleraine 3 marzo 2019 | Causeway Giants | 6 – 32 referto | Antrim Jets | The Showgrounds |

#### 2ª giornata
| Antrim 10 marzo 2019 | Antrim Jets | 14 – 0 referto | NI Razorbacks | Antrim Forum Leisure Centre |

#### 3ª giornata
| Newbridge 24 marzo 2019 | Cill Dara Crusaders | 25 – 0 referto | Causeway Giants | Newbridge College |

| Athboy 24 marzo 2019 | Meath Bulldogs | 0 – 0 referto | North Dublin Pirates | Townspark |

#### 4ª giornata
| Newbridge 31 marzo 2019 | Cill Dara Crusaders | 40 – 0 referto | NI Razorbacks | Newbridge College |

#### 5ª giornata
| Coleraine 7 aprile 2019 | Causeway Giants | 18 – 0 referto | NI Razorbacks | The Showgrounds |

| Antrim 7 aprile 2019 | Antrim Jets | 8 – 10 referto | North Dublin Pirates | Antrim Forum Leisure Centre |

#### 6ª giornata
| Athboy 14 aprile 2019 | Meath Bulldogs | 6 – 21 referto | Cill Dara Crusaders | Townspark |

| Malahide 14 aprile 2019 | North Dublin Pirates | 0 – 8 referto | Antrim Jets | Malahide RFC |

#### 7ª giornata
| Coleraine 28 aprile 2019 | Causeway Giants | 6 – 13 referto | Meath Bulldogs | The Showgrounds |

#### 8ª giornata
| Belfast 5 maggio 2019 | NI Razorbacks | 13 – 25 referto | Meath Bulldogs | Newforge Country Club |

| Newbridge 5 maggio 2019 | Cill Dara Crusaders | 26 – 19 referto | North Dublin Pirates | Newbridge College |

#### 9ª giornata
| Belfast 12 maggio 2019 | NI Razorbacks | 21 – 22 referto | Antrim Jets | Newforge Country Club |

#### 10ª giornata
| Malahide 19 maggio 2019 | North Dublin Pirates | 6 – 12 referto | Meath Bulldogs | Malahide RFC |

| Antrim 19 maggio 2019 | Antrim Jets | 46 – 0 referto | Causeway Giants | Antrim Forum Leisure Centre |

#### 11ª giornata
| Newbridge 26 maggio 2019 | Cill Dara Crusaders | 12 – 33 referto | Meath Bulldogs | Newbridge College |

#### 12ª giornata
| Belfast 2 giugno 2019 | NI Razorbacks | 0 – 45 referto | Cill Dara Crusaders | Newforge Country Club |

| Coleraine 2 giugno 2019 | Causeway Giants | 12 – 19 referto | North Dublin Pirates | The Showgrounds |

#### 13ª giornata
| Athboy 9 giugno 2019 | Meath Bulldogs | 16 – 0 referto | Antrim Jets | Townspark |

#### 14ª giornata
| Belfast 16 giugno 2019 | NI Razorbacks | 26 – 8 referto | Causeway Giants | Newforge Country Club |

| Malahide 16 giugno 2019 | North Dublin Pirates | 0 – 30 referto | Cill Dara Crusaders | Malahide RFC |

#### 15ª giornata
| Athboy 23 giugno 2019 | Meath Bulldogs | 48 – 0 referto | Causeway giants | Townspark |

| Malahide 23 giugno 2019 | North Dublin Pirates | 42 – 0 referto | NI Razorbacks | Malahide RFC |

| Antrim 23 giugno 2019 | Antrim Jets | 6 – 15 referto | Cill Dara Crusaders | Antrim Forum Leisure Centre |

### Classifica
La classifica della regular season è la seguente.
- PCT = percentuale di vittorie, G = partite giocate, V = partite vinte,  P = partite perse, PF = punti fatti, PS = punti subiti

| Pos. | Squadra              | PCT  | G | V | N | P | PF  | PS  |
| ---- | -------------------- | ---- | - | - | - | - | --- | --- |
| 1    | Cill Dara Crusaders  | .875 | 8 | 7 | 0 | 1 | 214 | 64  |
| 2    | Meath Bulldogs       | .813 | 8 | 6 | 1 | 1 | 153 | 58  |
| 3    | Antrim Jets          | .625 | 8 | 5 | 0 | 3 | 153 | 68  |
| 4    | North Dublin Pirates | .438 | 8 | 3 | 1 | 4 | 96  | 96  |
| 5    | Causeway Giants      | .125 | 8 | 1 | 0 | 7 | 50  | 209 |
| 6    | NI Razorbacks        | .125 | 8 | 1 | 0 | 7 | 60  | 214 |

## V IAFL2 Bowl
| Newbridge 14 luglio 2019 | Cill Dara Crusaders | 34 – 26 | Meath Bulldogs | Newbridge College |

## Verdetti
- Cill Dara Crusaders Vincitori della IAFL2 Conference 2019